# Цвєт Михайло Семенович
Миха́йло Семе́нович Цвєт (* 14 травня 1872, Асті, Італія — † 26 червня 1919, Воронеж, Росія) — російський ботанік та фізіолог рослин, винахідник хроматографії. Досліджував фотосинтетичні пігменти листя рослин, у чистому вигляді отримав хлорофіли a, c, b та деякі з ізомерів ксантофілу.

## Біографія
Швейцарський період життя
Михайло Цвіт народився 14 травня 1872 року в місті Асті у П'ємонті в Італії, де його батьки перебували на відпочинку і лікуванні. Батько Семен Миколайович Цвіт (1829—1900) був сином купця, який походив з українського козацького роду Колядинських з Чернігівщини. Колядинські були пов'язані з гетьманом Іваном Мазепою (родинне прізвище його було Мазепа-Колединський), але після його поразки 1709 року змушені були змінити прізвище на «Цвіт», за власним прізвиськом «Цвіти-Самоцвіти». Семен Цвіт закінчив Дерптський університет, здобув чин колезького радника, став управителем губернських казенних палат. Був людиною ліберальних поглядів, відомим у середовищі російської інтелігенції. Після смерті першої дружини і сина одружився вдруге з італійкою Марією де Дороцца, яка народилася в Туреччині і виховувалася в Росії. Йому було необхідне лікування в Альпах і вони з дружиною виїхали до Італії. Там у курортному містечку Асті народився старший син Михайло. Звідти вони переїхали до Швейцарії. Проте скоро після цього мати померла і батько, якому треба було повертатися на службу в Росію, найняв синові гувернантку. Михайло виріс у Швейцарії в Лозанні, закінчив гімназію в Женеві і 1891 вступив до Женевського університету, який закінчив 1895 року. Студентом вирішив займатися ботанікою. У 1895 р. почав працювати у лабораторії загальної ботаніки  Женевського університеті у професора М. Тюрі над докторською дисертацією «Додаткові відомості про хлоропласти і плазмові оболонки». 
У 1896 році відправляє до Женеви остаточний варіант дисертації на тему: «Вивчення фізіології клітини. Матеріали до розуміння руху протоплазми, плазматичних мембран та хлоропластів». У жовтні цього року отримує диплом доктора природничих наук Женевського університету, у грудні того ж року прибуває до Петербургу, не знаючи, що вчений ступінь Женевського університету у Росії не визнається. Чому вчений змінив Швейцарію на Росію, достеменно не відомо.
В Петербурзі Михайло Семенович познайомився з такими вченими, як І. П. Бородін, А. С. Фамінцин, А. М. Бекетов, М. С. Воронін, П .Ф. Лесгафт.
Російський період
У лабораторії Фамінцина, який займався вивченням природи хлоропластів, біології лишайників, питаннями симбіозу, окрім нього та штатних співробітників працювали такі вчені, як: Д. І. Івановський, В. В. Лепешкін (вивчав загальні властивості протоплазми), В. В. Половцов (займався вивченням дихання рослин) Цвєт продовжив вивчення хлоропластів. Проте для викладання йому потрібно заново захищати дисертацію. До її захисту та магістерських іспитів він готувався поряд із роботою у Біологічній лабораторії Лесгафта.
1899 рік — Цвєт успішно склав магістерські іспити в Казанському університеті. 15 грудня — повідомлення «Про хлорглобін» на засіданні ботанічного відділення Санкт-Петербурзького товариства дослідників природи.
19 квітня 1900 року —— на засіданні ботанічного відділення Санкт-Петербурзького товариства дослідників природи виступає з доповіддю «Про природу хлорглобіну»(рос.) та стає дійсним членом цього товариства.
23 вересня 1901 року — захист магістерської дисертації у Казанському університеті.
26 листопада 1901 року — на конкурсній основі прийнятий на посаду асистента кафедри анатомії та фізіології рослин Варшавського університету, очолювану Д. І. Івановським.
30 грудня 1901 року — на ХІ зібранні дослідників природи та лікарів у Петербурзі робить доповідь «Методи та задачі фізіологічного дослідження хлорофілу»(рос.), у якому вперше повідомив про метод адсорбційної хроматографії.
Варшавський період
січень 1902 — червень 1915 року — Варшавський період життя вченого. Михайло Семенович зосереджується на вдосконаленні хроматографічного методу та на його застосуванні для розподілу пігментів зеленого листя.
8 березня 1903 року на засіданні ботанічного відділення Варшавського товариства дослідників природи робить доповідь на тему: «Про нову категорію адсорбційних явищ та про застосування їх до біохімічного аналізу», де вперше описує метод цього аналізу.
1905 рік — у зв'язку із студентськими виступами заняття в університеті припинено, Цвєт шукає додатковий заробіток, за сумісництвом викладаючи ботаніку та сільське господарство у Варшавському ветеринарному інституті та ботаніку на хімічному та гірничому відділеннях Варшавської політехніки.
16 вересня 1907 року одружується на Олені Олександрівні Трусевич.
28 листопада 1910 року — захищає у Варшавському університеті дисертацію «Хромофіли у рослинному та тваринному світі»(рос.) та отримує ступінь доктора ботаніки.
червень 1915 — Варшаву займають німецькі війська, Цвєт на відпочинку в Одесі. Як наслідок, Цвєт залишився без роботи. Під час пошуку роботи подавав кандидатуру на завідувача кафедрою анатомії та фізіології рослин Новоросійського університету в Одесі, проте не пройшов.
Останні роки життя
24 березня 1917 року М. С. Цвєта обрано одинарним професором Юрьєвського університету, призначено директором ботанічного саду університету.
вересень 1917 року — починає роботу в університеті, прийнято рішення про евакуацію університету до Воронежа, у зв'язку з наступом німецьких військ (лютий 1918).
Німецьке керівництво припинило викладання російською, ректору та професорам пропонувалось «добровільно залишити Ліфляндію».
31 серпня 1918 року — родина Цвєта евакуювалась до Воронежа, куди прибула 7 вересня. Дорога видалась важкою, у вченого розвивалась хвороба серця.
Симон Шноль, зокрема, у праці «Три пори Цвєта», що ввійшла до книги «Герої та злодії російської науки»(рос.) про той період життя вченого згадує:
|  | Після війн та революцій, у період розрухи, холоду, голоду за ініціативою М. Горького для порятунку інтелектуальної еліти була створена «Центральна комісія по покращенню побуту вчених» (ЦКБВ). Комісія визначала, кому належить виділити продовольчий пайок та дрова, а кому ні. Та сама легенда стверджує, що проти видачі пайка Цвєту виступив Тимірязєв — він не вважав Цвєта важливим для держави. У Воронежі, тяжко хворий, без пайка…Оригінальний текст (рос.) После войн и революций, в период разрухи, голода, холода по инициативе М. Горького для спасения интеллектуальной элиты страны была создана "Центральная комиссия по улучшению быта ученых" (ЦКБУ). Комиссия определяла, кому следует выделить продовольственный паек и дрова, а кому нет. Та же легенда утверждает, что против выдачи пайка М.С.Цвету возразил Тимирязев — он не счел Цвета важным для государства. В Воронеже, тяжело больной, без пайка… |

7 жовтня 1918 року — М. С. Цвєт подав докладну записку щодо утворення ботанічної кафедри у знову створеному Воронезькому університеті.
9 квітня 1919 року — розпочав читання лекцій. Стояти він не міг та читав їх сидячи.
26 червня 1919 року — вченого не стало. Поховано у Воронежі, місцезнаходження могили невідоме.

## Наукова діяльність
Михайло Семенович Цвєт у своїй науковій діяльності працював у галузі фізіології рослин, ботаніки та хімії. Почавши із робіт з анатомії рослин та дослідження хлоропластів, вчений продовжував роботу над цими темами усе життя. Наукові здобутки Цвєта (зокрема метод адсорбційної хроматографії та виділення хлорофілів a, b та с) стали важливим внеском у розвиток світової науки. Нижче подано короткий список робіт та публікацій вченого.
1894 рік — перша публікація з анатомії рослин, премія Г. Деві.
1896 рік — робота «Дослідження фізіології клітини», отримання ступеню доктора наук Женевського університету, початок роботи у фотофізіологічній лабораторії Петербурзької АН.
19 квітня 1900 року — доповідь «Про природу хлорглобіну»(рос.), вступ до Петербурзького товариства дослідників природи.
23 вересня 1901 року — захист магістерської дисертації у Казанському університеті за темою: «Фізико-хімічна будова хлорофільного зерна».
30 грудня 1901 — ХІ зібранні дослідників природи та лікарів у Петербурзі робить доповідь «Методи та задачі фізіологічного дослідження хлорофілу»(рос.), у якому вперше повідомив про метод адсорбційної хроматографії.
1902 рік — обраний дійсним членом Німецького ботанічного товариства.
8 березня 1903 року — на засіданні ботанічного відділення Варшавського товариства дослідників природи робить доповідь на тему: «Про нову категорію адсорбційних явищ та про застосування їх до біохімічного аналізу», де вперше описує метод цього аналізу.
21 червня 1906 року — стаття «Фізико-хімічні дослідження хлорофілу. Адсорбція» («Physicalisch-chemische Studien uber das Chlorophyll. Die Adsorbtionen.» Ber. Dtsch. bot. Gel., Bd.24, S. 235—244(нім.)).
21 липня 1906 року — стаття «Адсорбційний аналіз та хроматографічний метод. Застосування у хімії хлорофілу» («Adsorbtionanalyse und chromatographische Methode. Anwendung auf die Chemie des Chlorophylls» Ber. Dtsch. bot. Gel., Bd.24, S. 384—393(нім.)).
20 листопада 1910 року — захист дисертації у Варшавському університеті на тему «Хромофіли у рослинному та тваринному світі»(рос.).
22 грудня 1911 року — доповідь на другому Менделеєвському з'їзді «Сучасний стан хімії хлорофілу», премія РАН ім. М. М. Ахматова за книгу «Хромофіли у рослинному та тваринному світі».
січень 1914 року — публікація останньої роботи про штучний антоціан.
січень 1918 року — висунення на Нобелівську премію (присвоєно за дослідження хлорофілу Ріхарду Вільштеттеру 1915 року).

## Пам'ять
На його честь названо астероїд.